# 27974 Drejsl
27974 Drejsl (1997 UH) là một tiểu hành tinh vành đai chính được phát hiện ngày 19 tháng 10 năm 1997 bởi L. Šarounová ở Ondrejov. Tiểu hành tinh được đặt tên Radim Drejsl,một nhà soạn nhạc người Séc nổi tiếng.